# Diocese de La Spezia-Sarzana-Brugnato
A Diocese de La Spezia-Sarzana-Brugnato (Dioecesis Spediensis-Sarzanensis-Brugnatensis) é uma circunscrição eclesiástica da Igreja Católica na Itália, pertencente à Província Eclesiástica da Ligúria e à Conferenza Episcopale Italiana, sendo sufragânea da Arquidiocese de Génova.

## Território
A Diocese fica na Ligúria, oeste da Itália.
Atualmente é governada pelo bispo Luigi Ernesto Palletti.
O Território é, praticamente aquilo da Provìncia de La Spezia e em 2004 contava uma população de 215.935 habitantes com 213.451 batizados e 187 paróquias.

## História
A origem da Diocese é muito antiga: a Cidade de Luni, que hoje faz parte da comuna de Ortonovo, era sé episcopal provavelmente em tempo apostólico; os primeiros signos são do 465. O território era imenso, incluindo parte da Toscana e da Emilia-Romagna.
No Século XII a sé foi erguida em Sarzana, com a bula de Papa Paulo III do 21 de julho 1465.
Desde 25 de novembro 1820 também a Diocese de brugnato, erguida em 1133, teve o mesmo Bispo de Luni.
Em 1929 Papa Pio XI ergueu a Diocese da Spezia, e o Bispo teve o tìtulo de Bispo de Luni, ou seja la Spezia, Sarzana e Brugnato.
Em 1975 Luni virou Sé titular e ao bispo ficou o tìtulo de La Spezia, Sarzana e Brugnato
Em 30 de setembro 1986 as trés dioceses foram definitivamente unidas no nome atual.

## Cronologia da administração local
Bispos do século XX:
|                          | Nome                   | Período    | Notas                       |
| Bispos                   | Bispos                 | Bispos     | Bispos                      |
| ------------------------ | ---------------------- | ---------- | --------------------------- |
|                          | Luigi Ernesto Palletti | 2012-atual |                             |
|                          | Francesco Moraglia     | 2007-2012  | Nomeado Patriarca de Veneza |
|                          | Bassano Staffieri      | 1998-2007  |                             |
|                          | Giulio Sanguineti      | 1989-1998  | Nomeado Bispo de Brescia    |
|                          | Siro Silvestri         | 1975-1989  |                             |
|                          | Giuseppe Stella        | 1945-1975  |                             |
|                          | Giovanni Costantini    | 1929-1943  |                             |
|                          | Bernardo Pizzorno      | 1921-1926  |                             |
|                          | Giovanni Carli         | 1899-1921  |                             |
| Bispo-auxiliar           |                        |            |                             |
|                          | Luigi Maverna          | 1965-1971  | Nomeado Bispo de Chiavari   |
| Administrador Apostólico |                        |            |                             |
|                          | Giuseppe Stella        | 1943-1945  |                             |